# Ormosia purpureiflora
Ormosia purpureiflora är en ärtväxtart som beskrevs av L.Chen. Ormosia purpureiflora ingår i släktet Ormosia och familjen ärtväxter. Inga underarter finns listade i Catalogue of Life.